# Atletismo nos Jogos Pan-Americanos de 2015 - Revezamento 4x400 m masculino
A competição do revezamento 4x400 m  masculino foi um dos eventos do atletismo nos Jogos Pan-Americanos de 2015, em Toronto. Foi disputada no Estádio CIBC de Atletismo Pan e Parapan-Americano entre os dias  24 e 25 de julho.

## Calendário
Horário local (UTC-4).
| Data        | Horário | Fase      |
| ----------- | ------- | --------- |
| 24 de julho | 12:20   | Semifinal |
| 25 de julho | 22:10   | Final     |

## Medalhistas
|  | TRI Trinidad e Tobago                                                |  | CUB Cuba                                                        |  | USA Estados Unidos                                                       |
|  | Renny Quow Jarrin Solomon Emanuel Mayers Machel Cedenio Jehue Gordon |  | William Collazo Adrian Chacón Osmaidel Pellicier Yoandys Lescay |  | Kyle Clemons James Harris Marcus Chambers Kerron Clement Jeshua Anderson |

## Recordes
Recordes mundial e pan-americano antes da disputa dos Jogos Pan-Americanos de 2015.
| Tipo                             | Atleta         | Tempo   | Local     | Data                 |
| -------------------------------- | -------------- | ------- | --------- | -------------------- |
|                                  | Estados Unidos | 2:54.29 | Stuttgart | 22 de agosto de 1993 |
| Recorde dos Jogos Pan-Americanos | Jamaica        | 2:57.97 | Winnipeg  | 30 de julho de 1999  |

## Resultados

### Semifinal
| Colocação | Bateria | Nacionalidade            | Atleta                                                                       | Tempo   | Notas                |
| --------- | ------- | ------------------------ | ---------------------------------------------------------------------------- | ------- | -------------------- |
| 1         | 2       | BAH Bahamas              | LaToy Williams, Michael Mathieu, Andretti Bain, Alonzo Russell               | 3:01.00 | Q                    |
| 2         | 2       | CUB Cuba                 | William Collazo, Adrian Chacón, Osmaidel Pellicier, Yoandys Lescay           | 3:01.17 | Q,                   |
| 3         | 2       | TTO Trinidad e Tobago    | Jehue Gordon, Renny Quow, Emanuel Mayers, Jarrin Solomon                     | 3:01.58 | Q,                   |
| 4         | 2       | BRA Brasil               | Pedro Luiz de Oliveira, Wagner Cardoso, Jonathan da Silva, Hederson Estefani | 3:01.66 | q                    |
| 5         | 1       | USA Estados Unidos       | James Harris, Jeshua Anderson, Marcus Chambers, Kyle Clemons                 | 3:02.99 | Q                    |
| 6         | 1       | JAM Jamaica              | Jonia McDonald, Riker Hylton, Javere Bell, Dane Hyatt                        | 3:03.72 | Q                    |
| 7         | 1       | VEN Venezuela            | Alberth Bravo, José Meléndez, Arturo Ramírez, Freddy Mezones                 | 3:04.05 | Q,                   |
| 8         | 2       | CRC Costa Rica           | Gary Robinson, Nery Brenes, Jarlex Lynch, Gerald Drummond                    | 3:05.11 | q,                   |
| 9         | 1       | CAN Canadá               | Philip Osei, Daniel Harper, Brandon McBride, Nathan George                   | 3:05.40 | Recorde da temporada |
| 10        | 1       | CHI Chile                | Sergio Germain, Sergio Aldea, Martín Tagle, Alfredo Sepúlveda                | 3:09.89 | Recorde da temporada |
| 11        | 1       | DOM República Dominicana | Juander Santos, Yon Soriano, Joel Mejia, Gustavo Cuesta                      | DSQ     |                      |

### Final
| Colocação         | Nacionalidade         | Atleta                                                                   | Tempo   | Notas                |
| ----------------- | --------------------- | ------------------------------------------------------------------------ | ------- | -------------------- |
| Medalha de ouro   | TTO Trinidad e Tobago | Renny Quow, Jarrin Solomon, Emanuel Mayers, Machel Cedenio               | 2:59.60 | Recorde da temporada |
| Medalha de prata  | CUB Cuba              | William Collazo, Adrian Chacón, Osmaidel Pellicier, Yoandys Lescay       | 2:59.84 | Recorde da temporada |
| Medalha de bronze | USA Estados Unidos    | Kyle Clemons, James Harris, Marcus Chambers, Kerron Clement              | 3:00.21 |                      |
| 4                 | BAH Bahamas           | LaToy Williams, Michael Mathieu, Alonzo Russell, Jeffery Gibson          | 3:00.34 |                      |
| 5                 | BRA Brasil            | Pedro Luiz de Oliveira, Wagner Cardoso, Hederson Estefani, Hugo de Sousa | 3:01.18 |                      |
| 6                 | JAM Jamaica           | Jonia McDonald, Dane Hyatt, Javere Bell, Ricardo Chambers                | 3:01.97 |                      |
| 7                 | VEN Venezuela         | Alberth Bravo, José Meléndez, Arturo Ramírez, Freddy Mezones             | 3:03.47 | Recorde da temporada |
| 8                 | CRC Costa Rica        | Gary Robinson, Nery Brenes, Jarlex Lynch, Gerald Drummond                | 3:05.21 |                      |

Legenda
| Recorde mundial                  | Recorde mundial (World record)               |                       | Recorde africano                      | Recorde africano (African) |                                           | Q | Classificado por posição (Qualified) |
| Recorde dos Jogos Pan-Americanos | Recorde pan-americano (Pan-American record)  | Recorde da América    | Recorde da América (Americas)         | q                          | Classificado por melhor tempo (Qualified) |   |                                      |
| Melhor marca do ano              | Melhor marca do ano (World leading)          | Recorde asiático      | Recorde asiático (Asian)              | DNS                        | Não largou (Did not start)                |   |                                      |
| Recorde nacional                 | Recorde nacional (National record)           | Recorde europeu       | Recorde europeu (European)            | DNF                        | Não terminou (Did not finish)             |   |                                      |
| Recorde pessoal                  | Recorde pessoal do atleta (Personal best)    | Recorde da Oceania    | Recorde da Oceania (Oceania)          | DSQ / DQ                   | Desclassificado (Disqualified)            |   |                                      |
| Recorde da temporada             | Recorde da temporada do atleta (Season best) | Recorde sul-americano | Recorde sul-americano (South America) | NM                         | Sem marca (No mark)                       |   |                                      |